# Pianale Fiat Tipo 4
Il pianale Fiat Tipo 4 (o progetto Tipo 4 o piattaforma Tipo 4) è un tipo di piattaforma che funge come base per le autovetture, sviluppato da Fiat Auto. 
La piattaforma era stata progettata e utilizzata negli anni 80 e 90 del XX secolo per le Saab 9000, Fiat Croma, Lancia Thema e Alfa Romeo 164.

## Storia e descrizione
Nacque come accordo tra le quattro case automobilistiche nell'ottobre 1978 per ridurre i costi di sviluppo delle nuove berline di fascia alta.
Il layout tecnico-meccanico adoperato era a motore trasversale e trazione anteriore con l'opzione della trazione integrale e utilizzava sospensioni MacPherson indipendenti su tutte le ruote, tranne che sulla Saab.
Le versioni Saab e Lancia furono le prime vetture ad essere lanciate nel 1984, con la Fiat che debuttò un anno dopo e la gamma fu completata nel 1987 con l'arrivo dell'Alfa Romeo.
La Fiat e la Lancia somigliavano molto alla Saab, mentre invece l'Alfa Romeo differiva in più parti, condividendo con le altre tre vetture solo il telaio. Il passo era di 2,67 m su tutti i modelli. La Saab e la Fiat furono lanciate come berline a cinque porte mentre l'Alfa Romeo e la Lancia come berline a quattro porte. Lancia fu l'unica ad introdurre la versione station wagon nel 1986, mentre la Saab successivamente aggiunse una versione berlina a quattro porte della 9000 nel 1988.
Le quattro vetture erano sostanzialmente molto simili tra di loro, con molte parti e componenti non strutturali che erano condivise oppure intercambiabili, indipendentemente dalla marca. Ad esempio, il parabrezza della Croma poteva essere utilizzato anche sulla 9000. L'Alfa Romeo differiva molto dalle altre vetture, poiché aveva una sospensione anteriore con una geometria ed attacchi differenti, presentando anche alcune modifiche al telaio soprattutto al giro porta delle portiere posteriori. La Saab invece differiva dalle altre perché aveva una sospensione posteriore ad assale rigido, invece del MacPherson presente in tutti gli altri modelli. Inoltre la parte anteriore della Saab era radicalmente diversa da quella delle altre tre vetture italiane, a causa della differente progettazione che i tecnici Saab effettuarono al frontale per migliorare la protezione e l'assorbimento dagli urti.
La Thema fu il primo modello ad essere pensionato, quando fu sostituita dalla Lancia K nel 1994, che utilizzava una nuova piattaforma denominata Tipo E da cui nacque anche l'erede della 164, l'Alfa Romeo 166. La 9000 fu tolta dai listini nel 1998, venendo sostituita dalla Saab 9-5, che era basata sulla piattaforma GM 2900 derivata dalla Opel Vectra.
La 164 fu l'ultima ad essere sostituita dall'Alfa Romeo 166 nel 1998, segnando così la fine della piattaforma Tipo 4 dopo più di 14 anni di commercializzazione.

## Automobili prodotte
| Foto | Marca      | Modello        | Produzione |
| ---- | ---------- | -------------- | ---------- |
|      | Alfa Romeo | Alfa Romeo 164 | 1987-1997  |
|      | FIAT       | Fiat Croma     | 1985-1996  |
|      | Lancia     | Lancia Thema   | 1984-1994  |
|      | Saab       | Saab 9000      | 1984-1998  |